# 5985
5985(오천구백팔십오)는 5984보다 크고 5986보다 작은 자연수다.

## 수학
- 합성수로, 그 약수는 총 24개다. (1, 3, 5, 7, 9, 15, 19, 21, 35, 45, 57, 63, 95, 105, 133, 171, 285, 315, 399, 665, 855, 1197, 1995, 5985)
  - 5985의 진약수의 합은 6495이므로, 5985는 과잉수다.
  - 10번째 홀수 과잉수다. 앞의 홀수 과잉수는 5775, 다음은 6435다.
- 45번째 팔각수다. 앞의 팔각수는 5720, 다음은 6256이다.
- 35번째 십이각수다. 앞의 십이각수는 5644, 다음은 6336이다.
- 18번째 오포체수다. 앞의 오포체수는 4845, 다음은 7315다.
- {\displaystyle 11^{6}-1}은 5985로 나누어떨어진다.

## 과학
- NGC 5985(영어판): 용자리 방향에 있는 나선은하.

## 기타
- 연도: 5985년, 5985년

## 같이 보기
- 5000